# Kiszczonka
Kiszczonka – tradycyjna zupa obecna w kuchni poznańskiej, znana także w innych regionach Polski. Powstaje w wyniku połączenia wody pozostałej po gotowaniu kaszanki z mlekiem, mąką oraz przyprawami. Zupa ma około 760 kcal.